# Bo Harringer
Bo Anders Gunnar Harringer, född 7 februari 1947 i Eksjö, är en svensk regissör, fotograf och filmproducent. Han har varit teaterfotograf på Göteborgs stadsteater/Angeredsteatern, TV-producent vid Göteborgs universitet och sedan 1989 verksam i produktionsbolaget Filmateljén. Han är medlem av Oberoende filmares förbund och Filmepidemin.
År 1968 flyttade Harringer till Göteborg där han studerade på Göteborgs universitet. År 1971 flyttade han till Malmö, där han arbetade som lastbilschaufför och industriarbetare. Där blev han medlem i KFML(r), ett medlemskap han lämnade under 80-talet. Tillbaka i Göteborg, 1975, började han arbeta som frilansfotograf, bl.a. för Pedagogiska Institutionen på Göteborgs universitet. Han var dessutom producent för Wästswänska Teatern i Uddevalla under 1979-1980. 1980 började han som filmfotograf och producent på Göteborgs universitet. 1989 var han med och bildade Filmateljen, där han huvudsakligen producerat dokumentärfilmer. 
År 2003 skapade Harringer filmen Född Slav om slaveriet i nordvästafrikanska republiken Mauretanien som ledde till protester ifrån landets diplomater.
Harringer reste år 2011 med Ship to Gaza. Harringer är socialist enligt egen utsaga i en intervju år 2015 enligt Kommunistiska Partiets tidining Proletären.
Harringer tilldelades 2014 Göteborgs Stads Kulturpris ur Agnes Karlssons Kulturfond med följande motivering:
”Bo Harringer är filmproducent, regissör, filmfotograf och en av våra finaste samtidsskildrare. Hans engagemang för dem som har det svårast är tydligt i filmer som Född Slav, 88 Soldiers och Jag vill inte leva detta livet. Det är ovanligt med eftertanke i en värld som allt för sällan har tid för sin egen komplexitet. Vem ska reda ut hur det egentligen är? Frågorna måste ställas. Filmerna präglas av ett inlyssnande uppriktigt intresse för de människor han porträtterar. Han låter dem tala med en röst som bär.
Bo Harringer har i många av sina filmer följt unga människor i Göteborgs förorter. Hans nyansrikedom ger en hoppfull bild av så kallad problem-ungdom. Människor får, om än för en stund, sin värdighet tillbaka och får vara sitt eget bästa jag. Och vi får se bortom hindren.”

## Filmografi

### Dokumentärfilmer som regissör, fotograf och producent
- 1988 Frige Nelson Mandela! (medregissör Bodil Mårtensson)
- 1990 Sara Lidman - En trädkramares försvarstal
- 1993 Wår Dag
- 1997 En tomt i paradiset
- 1999 Det är inte som du tror, mannen
- 1999 88.soldiers
- 2000 Den lilla människans storhet (medregissör Kjell Andersson)
- 2002 Eldshjulet
- 2003 Född slav (medregissör Hélène Aastrup-Samuels)
- 2003 Värsta resan
- 2003 Det var inte meningen (medregissör Renzo Aneröd)
- 2004 Under en blågul himmel (medregissör Renzo Aneröd)
- 2006 Islams barn i folkhemmet (medregissör Renzo Aneröd)
- 2006 Älvens röst (medregissör Johan Bergström)
- 2006 Det var som att komma till himmelriket
- 2009 Jag vill inte leva detta livet (medregissör Renzo Aneröd)
- 2009 Jonsered – från vaggan till graven
- 2010 För alltid patriot (medregissör Renzo Aneröd)
- 2012 Den siste cafépianisten (medregissör Lasse Dimming)
- 2015 Även de döda har ett namn
- 2015 Hat och försoning (medregissörer Enver Ramirez och Iman Bayat)

### Filmer som producent/fotograf/redigerare
- 1986 Tjechov på varv (regissör Bodil Mårtensson) foto/red
- 1989 Farlig vision (regi Anders B Jonasson) prod/fotoass
- 1990 Lyssnandets konst (medregissör Bodil Mårtensson) prod/foto/red
- 1990 Århundradets kärlekssaga (regi Ewa Wilhelmsson) prod/foto/red
- 1993 Med rätt att leva (regi Ewa Wilhelmsson) prod/foto/red
- 2002 Min pappa gråter inte (regi Shaker K Tahrer) prod
- 2003 Enda bilden av pappa (regi Kine Boman) prod/foto
- 2008 Hjordeliv (regi Kine Boman) prod
- 2008 Flickan som trodde på drömmar (regi Ewa Wilhelmsson) prod/foto/red
- 2008 När våren sjunger (regi Aase Högfeldt) producent

## Priser och utmärkelser
- 2004 Publikens Pris, Gävle Filmfestival (Under en blågul himmel)
- 2008 Bästa dokumentär, DeREEL Independent Film Festival, Australien. (Islams barn i folkhemmet)
- 2008 ABF Göteborgs Kulturpris (tillsammans med Renzo Aneröd)
- 2010 Royalbiografens vänners stipendium (tillsammans med Renzo Aneröd)
- 2011 Arvsfondens Guldkorn (Jag vill inte leva detta livet)
- 2014 Göteborgs Stads Kulturpris ur Agnes Karlssons Kulturfond.
- 2017 Hedersomnämnande för Hat och Försoning vid ReelHeART film festival i Toronto, Canada (Hat och försoning)